# Salamon Béla
Salamon Béla, Saly Béla (Beregrákos, 1885. március 4. – Budapest, 1965. június 15.) magyar színész, színházigazgató, humorista, karcolat- és élcíró.
A 20. század közepének egyik legismertebb magyar komikusa, a túlélni iparkodó-ügyeskedő budapesti kisember alakjának klasszikus alakítója színpadon és a filmvásznon. Felvett alakításait máig játsszák, szerepmondatai közt voltak olyanok, amelyek őt magát is túlélő szállóigévé váltak. („Ha én egyszer kinyitom a számat, ha én egyszer elkezdek beszélni”, „Lepsénynél még megvolt”, „Vigyázz Malvin, jön a kanyar”, „szintén zenész”.)
Egyedi jelenség volt, vérbeli, ösztönös komikus, jellegzetes, utánozhatatlan, éneklő hanghordozással. „Színésznek kegyetlenül rossz volt. Salamon Bélának: egyedülálló zseni,” - mondta róla színpadi partnere, Szuhay Balázs.

## Pályája

### A pálya kezdetén
Beregrákoson, Kárpátalján született, édesapja zsidó kisboltos volt. Hatéves korára Berettyószentmártonba költöztek, innen járt a három kilométerre lévő berettyóújfalusi elemi iskolába húgával, Bertával és öccsével, Jenővel. Nővére, Etelka nem járt az iskolába, hanem tejet hordott Berettyóújfaluba. Négy polgári iskolát végzett (más forrás szerint hatot).
Bátyja, Pál vitte Budapestre, hogy orvosnak tanuljon. A Wesselényi utcai izraelita iskolába járt, padtársa Kann Gyula (a későbbi komikus Kabos Gyula) volt. Büntetésből az első padba ültették őket. Végül nem tanult orvosnak: a Rákóczi út 2. alatt lévő textilüzlet, Lusztig Ede boltja kirakatában észrevette, hogy tanoncot kerestek és jelentkezett. Szomszédos volt a Rákóczi út 1. alatti Nemzeti Színház, amelynek rendszeres látogatója lett. (A Rákóczi utat akkor a maihoz képest fordítva számozták.)
Kereskedősegédből lett 1913-ban (más forrás szerint 1914-ben) színész, először műkedvelőként a Szabók Szakegyesületében, majd a Rákóczi úti Trocadero mulatóban kisegítőként, a kereskedősegédi munka mellett. Rekedt hangja miatt innen eltanácsolták, magánvállalkozóként kötényeket kezdett el árulni, de belebukott. Gyárfás Dezső komikus beajánlotta az Orfeumba. Első előadásán, amelyen álomba merülő bakát játszott, valóban elaludt a színpadon, alig tudták felverni, amivel nagy sikert aratott.
Ezután számos helyen játszott: A Royal Sörkabaréban, ahol többek közt Szőke Szakáll darabjait játszottak, az Apolló Kabaréban, az EMKE Kabaréban, a Bonbonniere Kabaréban.
Nagy hírnévre azután tett szert, hogy 1922-ben az Apolló Kabaréban eljátszotta Salgó Jenő szerepét Szőke Szakáll Vonósnégyes című egyfelvonásos bohózatában (amiben a négy „zenész” közül egyik sem tud zenélni), amelynek bemutatása nagyrészt neki volt köszönhető, mivel a darabot egyik színház sem akarta bemutatni. „...Élete végéig a félszeg, de ügyefogyottságában is ravasz kisember figuráját játssza, amellyel először Szőke Szakáll "Vonósnégyes" című jelenetében volt sikere, és amely jelenetnek karrierjét is köszönheti” - írta róla Dévényi Ildikó és Takács István a szineszkonyvtar.hu életrajzi összefoglalójában. A Vonósnégyes sikere egész életében elkísérte. Amikor Szőke Szakáll Hollywoodba tette át székhelyét, a darab jogait is Salamonra ruházta át.

### Színigazgató

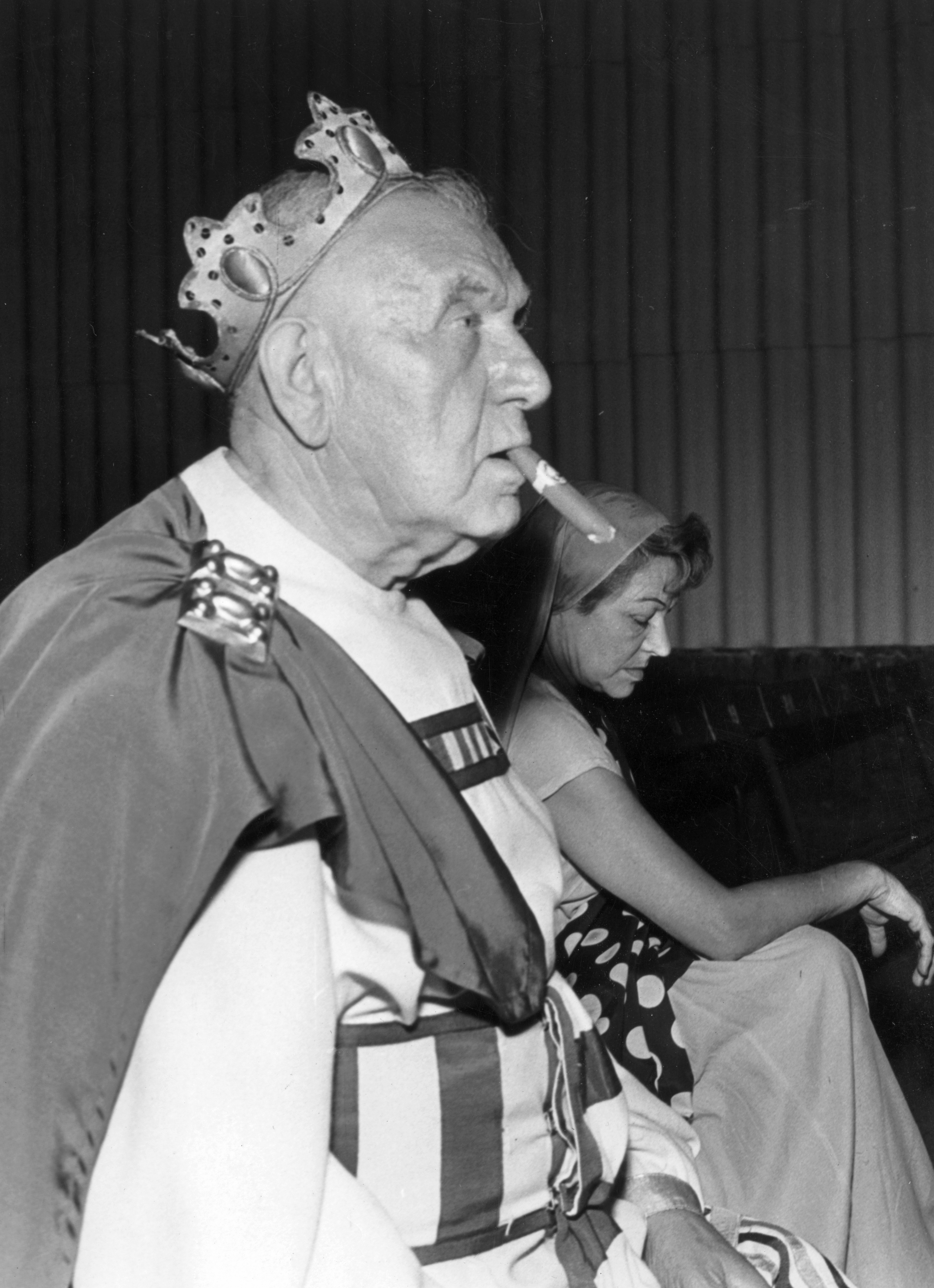
Mint Bölcs Salamon (1963)

Roboz Aladár részvénytársasága 1923. december 1-jén nyitotta meg a Terézkörúti Színpadot, az időszak egyik legjelentősebb kabaréját, amelynek igazgatója Salamon Béla, művészeti vezetője Nagy Endre lett. A Délibáb című színházi hetilapban 1928-ban Salamon Béla erre így emlékezett vissza: „Direktorságom egyébként nagyon könnyen ment. Egy szép napon összetalálkoztam Roboz Aladár úrral a Projektographnál. Roboz úr így szólított meg: Salamon úr, magával kedvem volna kabarét csinálni, maga olyan becsületesnek ’látszik...’. Mit tesz Isten. Úgy látszik, tényleg nagyon becsületesnek látszhattam, mert ez után a nyilatkozat után 24 órával már zsebemben volt a szerződés, mely szerint Salamon-Kabaré néven fog megnyílni az akkor Intim Kabaré. A Salamon-kabaré azonban mégis Terézkörúti Színpad néven indult meg - hála Istennek -, tudniillik ez a címváltozás jelentette azt, hogy Nagy Endre urat sikerült megnyernünk a magunk számára, 1923-ban.”
Nagy Endrével, aki a kevésbé népszerű, finomabb és irodalmibb humort kedvelte, Salamonnak végig súlyos konfliktusai voltak. Mégis hosszú ideig dolgoztak együtt. (Nagy 1929-ben művészeti vezetőként távozott, de még egy ideig dolgozott konferansziéként.)
Salamon 1931-ig vezette a kabarét, de azon a nyáron Németországba költözött, szándéka szerint hosszú időre, hogy Berlinben legyen filmszínész. Roboz és Kellér Dezső ezután hiába próbálkoztak a Terézkörúti Kabaré megmentésével. Salamon nem sokkal később hazatért.

### Félreállításáig
1932 elején elvállalta a Fővárosi Operettszínházban a Nyitott ablak című zenés bohózat férfi főszerepét, Novotny közlegényét. A gazdasági világválság időszakában azonban az Operettszínház is válsággal küszködött. Salamon visszatért a kabarékhoz.
1935 és 1938 között nyolc epizódszerepet játszott el filmekben. (Az okos mamá, Köszönöm, hogy elgázolt, Sportszerelem, Havi 200 fix, Pillanatnyi pénzzavar, Úrilány szobát keres, Hetenként egyszer láthatom.)
1939-ben, mint zsidónak, megtiltották neki a színházi szereplést (május 31-én játszott utoljára), egészen 1945-ig nem játszhatott, ebben az időszakban csak az OMIKE Művészakció estélyein léphetett fel néha. Barátját, Radó Sándor komikust, akivel egész pályájukon egymást ugratták, 1944-ben megölték a nyilasok.

### A háború után
1949-ben a Fővárosi Vígszínházba helyezték. 1951-ben a Vidám Színpad alapító tagja volt, haláláig itt dolgozott. Idős korában súlyos betegsége miatt kórházba került, átadta a szerepét Kazal Lászlónak.
Salamon Béla egyik este mégis megjelent a színházban, mint kiderült, a kórházból szökött ki. Aznap este eljátszotta ismét a szerepét, majd előadás után újra taxiba ült, és visszament a kórházba. A 80 éves színész még aznap éjjel elhunyt.

## Személyisége
Lusztig Ede állítólag csúnya külseje miatt bocsátotta el a Rákóczi úti textilboltból, miután lejárt a tanoncideje (bár a cég egy Sas utcai üzletében, ahová főleg vidékiek jártak, segédként tovább dolgozhatott). Jellegzetes elálló füleivel valóban nem volt férfiszépség (bár fülek dolgában Kellér Dezsővel természetesen nem versenyezhetett.)
Rengeteget lépett fel, vidéken is, szinte mindenhová elment, ahová meghívták. Nagyon élvezte a sikert. Szívesen megállt beszélgetni, kedves embernek ismerték. Vidékre gyakran az előadás előtt már órákkal megérkezett, körbesétált, kávézott, beszélgetett és ismerkedett.
Szívesen lépett fel jótékonysági előadásokon a lipótmezői elmegyógyintézetben.
Az MTK-nak drukkolt. Jenő öccséhez hasonlóan gyerekkorától futballrajongó volt, tanonc korában labdát vett és megalapította a Remény Futball Klubot, amelyben későbbi válogatott játékosok is rúgták a labdát (Révész, Holics, Schlosser, Sebestyén).
Sokat viccelődtek azon, hogy nagy lábon élt: 47-es cipőt hordott. (A Vonósnégyesben szándékosan rálép az egyik „szintén zenész” lábára, aki méltatlankodik, hogy rajta tapos a „48-as” lábával.)

## Emlékezete

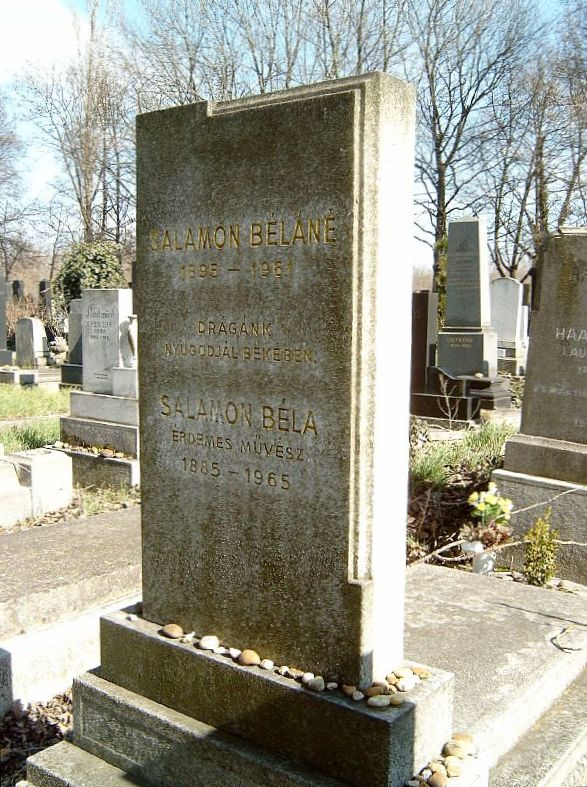
Sírja Budapesten. Kozma utcai izraelita temető: 1C-2-29.

Beregrákos magyar közössége szülőházának megvásárlását, felújítását és emlékmúzeummá alakítását tervezi (2008 vége). Beregrákoson 2006. szeptember 17-én avatták emléktábláját, a 2007. június 26-ról 27-re virradó éjszaka azonban ellopták - egy éven belül ez volt a harmadik támadás kárpátaljai magyar emlékjelek ellen.
Salamon Béla és felesége a budapesti Kozma utcai izraelita temetőben nyugszanak (1C-2-29).

## Filmszerepei
- 1932 - Csókolj meg, édes!
- 1935 - Az okos mama (színházi ügyelő)
- 1935 - Köszönöm, hogy elgázolt (detektív)
- 1936 - Havi 200 fix (Halmos Lipót, fehérnemű-ügynök)
- 1936 - Sportszerelem (Sáray Márkus)
- 1937 - Úrilány szobát keres (Szedlacsek Márton)
- 1937 - Lovagias ügy (Fekete úr)
- 1937 - Hetenként egyszer láthatom (Emil, főpincér)
- 1938 - Pillanatnyi pénzzavar (Kerekes Ödön)
- 1947 - Könnyű múzsa
- 1952 - A képzett beteg - (öltözködő beteg)
- 1959 - Szerelemcsütörtök (Guszti pincér)
- 1964 - Ha én egyszer kinyitom a számat

## Díjai, elismerései
- Munka Érdemrend (1955, 1960)[19][20]
- Érdemes művész (1958)
- Munka Érdemrend arany fokozata (1965)[21]

## Írásai
- Hej, színművész!...; szerzői, Bp., 1939 (több utánnyomásban)
- Hej színművész!...; Franklin Ny., Bp., 1956
- Hej, színművész...; Kossuth, Bp., 1957
  - Megírásának körülményeit 1957-ben így idézte fel: „Ez a kis könyvem úgy született meg, hogy 1939-ben az akkori »törvény« leparancsolt a színpadról. […] Régi szakmámhoz (textilkereskedő-segéd voltam) nem térhettem vissza. Így jutottam arra a gondolatra, hogy mint annyi sorstársam abban az időben (néha még valódi írók is) – írok egy könyvet. […] Két legyet ütöttem egy csapásra: nemcsak megéltem, de a közönséggel való kapcsolataimat is megtartottam.”[22]
- Szódásüveg és környéke; Magvető, Bp., 1964 (Vidám könyvek)
- Hej, színművész! Visszaemlékezések; szöveggond. Furkó Zoltán; Szépirodalmi, Bp., 1987 (Kentaur könyvek)